# VIXX
VIXX (Koreanisch: 빅스, Akronym für Voice, Visual, Value in Excelsis) ist eine südkoreanische Boygroup der dritten K-Pop-Generation, die bei Jellyfish Entertainment unter Vertrag steht. Die Bandmitglieder wurden in der Reality Show des koreanischen Senders Mnet, MyDOL, mittels Zuschauer-Votings auserwählt. Die Bandmitglieder von VIXX sind: N, Leo, Ken, Ravi, Hongbin und Hyuk.

## Bandgeschichte

### Vor dem Debüt
Vor dem Entstehen der Gruppe nahmen zehn Kandidaten an der Show MyDol, die zum ersten Mal am 12. April 2012 auf Mnet ausgestrahlt wurde, teil. In der Sendung mussten alle Teilnehmer diverse Missionen und Aktivitäten durchführen, um die Vorsitzenden des Labels Jellyfish Entertainment sowie die Zuschauer von ihren Fähigkeiten zu überzeugen und in eine neue Band, die erst später den Namen VIXX bekam, zu kommen.
Teilgenommen haben Cha Hakyeon (N), Jung Taekwoon (Leo), Lee Jaehwan (Ken), Kim Wonsik (Ravi), Lee Hongbin (Hongbin), Han SangHyuk (Hyuk), Ro Nakhun, Shin Yoonchul, Lee Byoungjun und Daewon. Die letzten vier Kandidaten wurden eliminiert; somit formten die verbleibenden sechs Teilnehmer die Band VIX, was ein Akronym für Voice, Visual, Value in Excelsis ist. Aus visuellen Gründen aber wurde noch ein X hinzugefügt. So hieß die Band seit ihrem Debüt VIXX. Am 24. Mai 2012 traten sie das erste Mal gemeinsam in der Musik-Show M! Countdown auf.

### 2012: Super Hero und Rock Your Body
Am 24. Mai erschien die erste Single von VIXX mit dem Titel Super Hero. Das Musikvideo des gleichnamigen Titelsongs wurde bereits einen Tag zuvor veröffentlicht.
Am 14. August wurde dir zweite Single Rock Ur Body veröffentlicht und VIXX traten bei der KCON 2012 am 13. Oktober auf.
VIXX waren ein Teil des Jellyfish Winter Projektes, Jelly Christmas 2012 Heart Project. Zusammen mit Lee Seok Hoon, Park Hyo Shin, Seo In Guk und Shi Kyung brachten sie am 5. Dezember den Song Because It’s Christmas heraus.

### 2013: Don’t Want to be an Idol, On and On, Jekyll und Voodoo
Am 6. Januar wurde Don’t Want to be an Idol (아이돌 하기 싫어) aus ihrer dritten Single I’m Ready to Get Hurt vorveröffentlicht. Der Titelsong On and On und die Single an sich erschienen am 17. Januar.
Mit Hyde wurde VIXX erstes Minialbum am 20. Mai veröffentlicht. Der Titelsong G.R.8.U (대.다.나.다.너 (You.Are.Im.pressive)) des Repackage-Albums 'Jekyll' erschien am 31. Juli und stieg sofort auf Platz eins der online Musikcharts von Bugs, Naver Music und Soribada.
Am 11. Oktober erschien die Single 'Y.BIRD with VIXX and OKDAL'. Die beiden Songs 'Girls Why?' und 'I’m A Boy, You’re A Girl' nahmen VIXX gemeinsam mit OKDAL auf, die mit Ravi auch die Lyrics schrieben.
Bereits am 8. November wurde der Song 'Only U' aus VIXX kommendem erstem Studioalbum 'Voodoo' veröffentlicht. Der Titelsong 'Voodoo Doll' erschien am 20. November und das Album am 25. November. Am 6. Dezember gewannen VIXX zum ersten Mal seit ihrem Debüt in der wöchentlichen Episode der Show Music Bank.
Auch 2013 brachte Jellyfish Entertainment einen Weihnachtssong heraus, bei dem neben Sung Si Kyung, Park Hyo Shin, Seo In Guk und Little Sister auch VIXX mitwirkten. 'Winter Confession' hielt sich zwei Wochen in den Billboard K-Pop Hot 100 und in den Gaon Charts.

### 2014: Eternity, Darkest Angels und Error
Das bereits am 5. März angekündigte Comeback von VIXX kam am 18. Mai mit dem gleichnamigen Song ihrer vierten Single 'Eternity'. Ein erster Teaser des dazugehörigen Musikvideo wurde am 22. Mai, das gesamte Video und das Album am 27. Mai, veröffentlicht.
Am 2. Juli machten VIXX ihr Debüt in Japan mit dem Album 'Darkest Angels', welches die meisten ihrer bisher veröffentlichten Songe beinhaltet.
Am 20. Juni wurde bekannt, dass VIXX zum zweiten Mal bei der KCON am 9. und 10. August auftreten sollten.
Am 25. September kündigte Jellyfish Entertainment ein Comeback von VIXX am 14. Oktober an. Der Titeltrack 'Error' und die Trackliste ihres zweiten Mini-Albums wurde am 4. Oktober veröffentlicht. Das Teaser Video erschien am 10. Oktober und das komplette Video zusammen mit dem Album am 14. Oktober.
Am 10. Dezember wurde die japanische Version von 'Error' veröffentlicht. Diese besteht aus der japanischen Version der beiden Songs 'Error' und 'Youth Hurts'.

### 2015: Boys’ Record und Sub-unit VIXX LR
Am 24. Februar erschien die EP Boys’ Record mit dem Song Love Equation. Das Musikvideo wurde zusammen mit dem Album veröffentlicht.
VIXX LR ist das erste sub-unit der Band VIXX und besteht aus dem Mainvocalist Leo und Rapper Ravi. Ihr Debüt hatten die beiden am 17. August mit ihrem ersten Mini-Album Beautiful Liar. Die Songs wurden entweder von Leo oder Ravi oder von beiden komponiert. Auch die Lyrics schrieben sie selbst.

### 2016: Boys’ Record und Sub-unit VIXX LR
Am 27. Januar wurde VIXXs erste japanische Studioalbum Depend on Me veröffentlicht.
Das Jahr 2016 war geprägt von einem ganz außergewöhnlichen Projekt, das VIXX bereits kurz nach Frühlingsbeginn angekündigt hatte. Mit 2016 CONCEPTION lieferten die Jungs einen Art Film ab, der die drei zusammenhängenden Songs für jenes Jahr vorzustellen begann. Unter dem Konzept einer göttlichen Geschichte haben die sogenannten Concept-dols einmal mehr bewiesen, wie gut sie ihr Fach beherrschen. Zu jeder Veröffentlichung gab es verschiedene Teaser und am Ende ergaben die 3 Hauptreleases des Jahres eine zusammenhängende Geschichte. Das dritte und letzte Video beinhaltet hierbei den größten Teil der Geschichte. In chronologischer Reihenfolge gehören die Videos Dynamite > Fantasy > The Closer zu dieser dreiteiligen Serie. Zum zweiten Musikvideo ist zusätzlich eine eigene Drama Version veröffentlicht worden, die zwar ein paar weitere Rückschlüsse auf die Handlung gibt, aber nicht essentiell dazu beiträgt, diese im Gesamtbild zu verstehen. Um die Handlung durch die Videos zu verstehen, sind sie einfach in umgekehrter Reihenfolge anzusehen.
Am 21. November 2016 veröffentlichte VIXX das Kompilationsalbum VIXX 2016 Conception Ker zusammen mit dem Musikvideo zu dem neuen Lied Milky Way, was den Abschluss des VIXX 2016 CONCEPTION Projekts bildet.
Das Album belegte Platz 2 der Gaon Album Charts und verkaufte sich 18.082-mal im November.

### 2017: Shangri-La und 5.Jahrestag
Am 15. Mai 2017 veröffentlichten VIXX ihr viertes Mini-Album Shangri-La. Es war Teil des VIXX V FESTIVAL zur Feier ihres 5. Jahrestag. Das Festival begann am 12. Mai mit ihrem VIXX Live Fantasia Daydream Konzert und endete mit der Ausstellung VIXX 0524.
Shangri-La belegte Platz 2 der Gaon Album Charts, Platz 3 der taiwanesischen FIVE-Music Korea-Japan Album Charts und Platz 4 der Billboard World Album Charts. Shangri-La verkaufte sich insgesamt 73.116-mal im Mai.

### 2018: Eau de VIXX und 6. Jahrestag
Am 17. April 2018 kam das 3. Studioalbum Eau de VIXX mit der Lead Single Scentist (koreanisch: 향) auf den Markt. Der englische Titel setzt sich dabei aus „Scent“ und „Artist“ zusammen. Das Album landete auf Platz 1 der Gaon Weekly Album Charts.
Unter dem Titel VIXX LIVE LOST FANTASIA gab die Gruppe im Mai zwei Konzerte in Seoul. Damit wurde nicht nur das neue Album, sondern auch das 6-jährige Bestehen der Gruppe gefeiert.

## Mitglieder
| Name                 | Geburtsname           | Geburtstag (Alter)      | Geburtsort | Position                           |
| -------------------- | --------------------- | ----------------------- | ---------- | ---------------------------------- |
| N 엔                 | Cha Hak-yeon 차학연   | 30. Juni 1990 (34)      | Changwon   | Team leader Lead Vocal, Main Dance |
| Leo 레오             | Jung Taek-woon 정택운 | 10. November 1990 (34)  | Seoul      | Main Vocal                         |
| Ken 켄               | Lee Jae-hwan 이재환   | 6. April 1992 (32)      | Seoul      | Main Vocal                         |
| Hyuk 혁              | Han Sang-hyuk 한상혁  | 5. Juli 1995 (29)       | Daejeon    | Vocal, Main Dance                  |
| Ehemalige Mitglieder |                       |                         |            |                                    |
| Ravi 라비            | Kim Won-shik 김원식   | 15. Februar 1993 (32)   | Seoul      | Vocal, Lead Dance, Main Rap        |
| Hongbin 홍빈         | Lee Hongbin 이홍빈    | 29. September 1993 (31) | Seoul      | Vocal, Lead Rap                    |

## Diskografie
Studioalben

| Jahr                 | Titel         | Höchstplatzierung, Gesamtwochen, AuszeichnungChartplatzierungen (Jahr, Titel, Platzierungen, Wochen, Auszeichnungen, Anmerkungen) | Höchstplatzierung, Gesamtwochen, AuszeichnungChartplatzierungen (Jahr, Titel, Platzierungen, Wochen, Auszeichnungen, Anmerkungen) | Anmerkungen                              |
| Jahr                 | Titel         | KR | JP | Anmerkungen                              |
| -------------------- | ------------- | --- | --- | ---------------------------------------- |
| Südkoreanische Alben |               | | |                                          |
|                      |               | | |                                          |
| 2013                 | Voodoo        | KR1 (69 Wo.)KR | — | Erstveröffentlichung: 25. November 2013  |
| 2015                 | Chained Up    | KR1 (38 Wo.)KR | — | Erstveröffentlichung: 10. November 2015  |
| 2018                 | Eau de VIXX   | KR1 (9 Wo.)KR | JP36 (1 Wo.)JP | Erstveröffentlichung: 17. April 2018     |
| Japanische Alben     |               | | |                                          |
|                      |               | | |                                          |
| 2016                 | Depend on Me  | — | JP4 (4 Wo.)JP | Erstveröffentlichung: 27. Januar 2016    |
| 2018                 | Reincarnation | — | JP9 (2 Wo.)JP | Erstveröffentlichung: 26. September 2018 |

## Fernsehen
| Jahr | Sender      | Titel              | Wer?    | Rolle                   | Notizen    |
| ---- | ----------- | ------------------ | ------- | ----------------------- | ---------- |
| 2013 | SBS         | The Heirs          | VIXX    | sich selbst             | in ep.4    |
| 2014 | MBC         | Hotel King         | N       | Noah                    | Nebenrolle |
| 2014 | SBS         | Glorious Day       | Hongbin | Yoo Jiho                | Nebenrolle |
| 2014 | MBC Every 1 | Boarding House #24 | Ken     | Lee Jaehwan (er selbst) | Hauptrolle |
| 2015 | SBS         | Family is Here     | N       | Cha Hakyeon (er selbst) | Nebenrolle |
| 2015 | KBS2        | Sassy, Go Go       | N       | Ha Dong Jae             | Nebenrolle |
| 2016 | KBS2        | Moorim School      | Hongbin | Wang Chiang             | Hauptrolle |

Reality-Shows
- 2012: Mnet – MyDOL, 8 Episoden, Premiere am 12. April
- 2012: SBS MTV – MTV Diary, 64 Episoden, Premiere am 15. Juni
- 2013: SBS MTV – Plan V Diary, 5 Episoden, Premiere am 2. April
- 2013: Mnet Japan – VIXX File, 12 Episoden, Premiere am 18. Juni

## Theater
Musical-Auftritte
- 2012: Gwanghwamun Sonata – N als Nebenartist
- 2014: Full House The Musical – Leo als Lee Youngjae (Hauptrolle)
- 2015: Chess the musical – Ken
- 2016: Mata Hari – Leo

## Konzerte/Touren
- 2013: Otakon
- 2013: The Milky Way Global Showcase
- 2014: VIXX Live Fantasia – Hex Sign
- 2014: VIXX US Tour
- 2015: VIXX Live Fantasia – Utopia
- 2016: VIXX Live Fantasia – Elysium